# Chely Wright

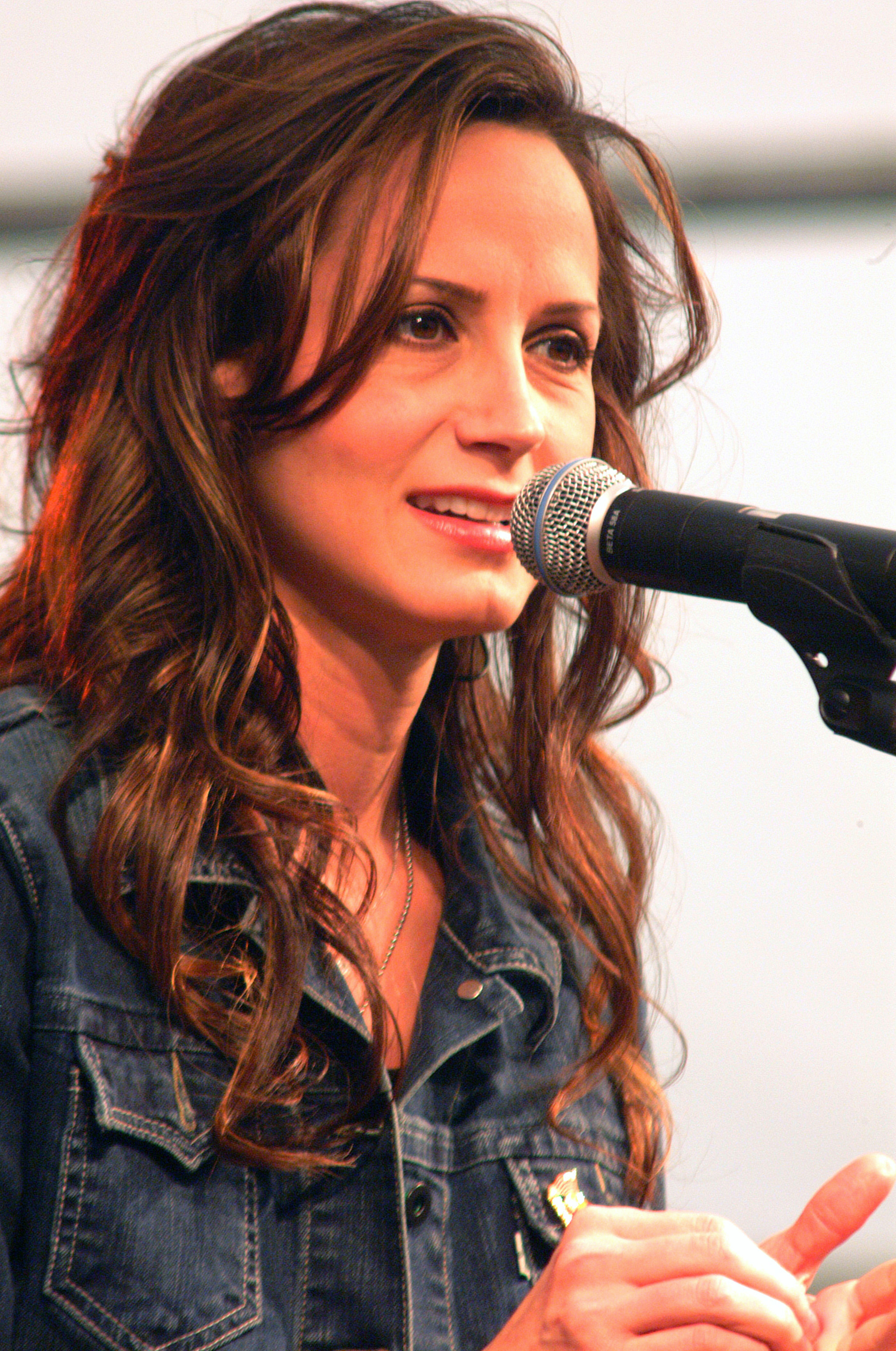
Chely Wright, März 2007

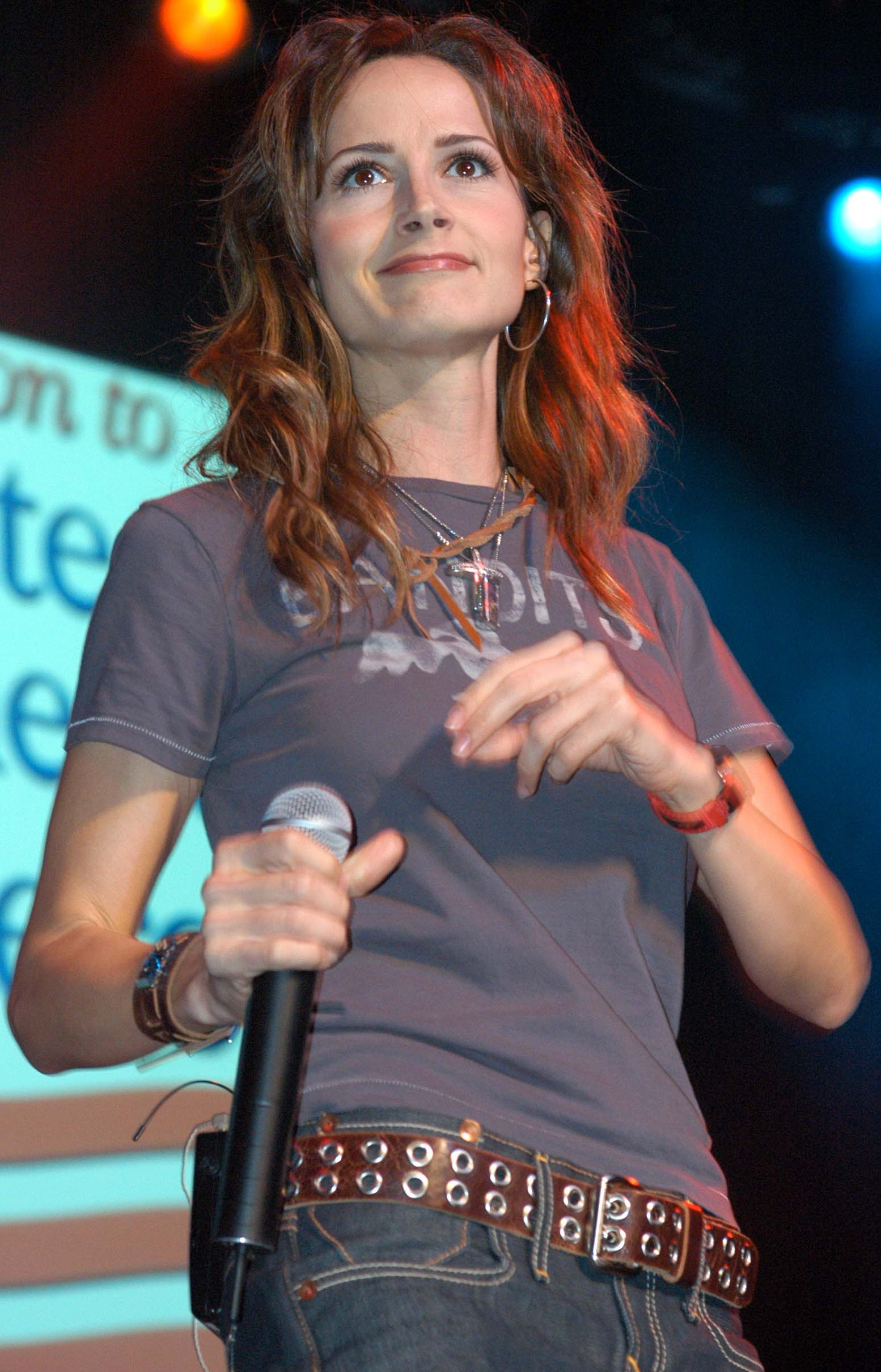
Chely Wright, Februar 2006

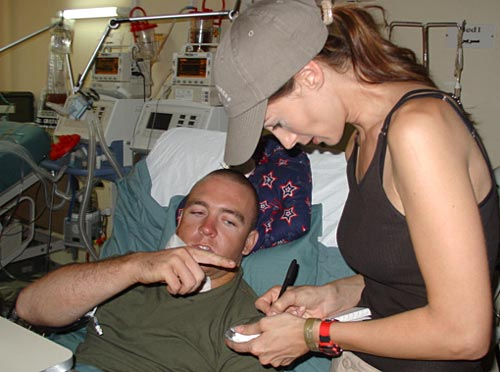
Chely Wright während ihrer Stars-for-Stripes-Tour im Irak

Chely Wright (* 25. Oktober 1970 In Kansas City, Missouri), eigentlich Richelle Renee Wright, ist eine US-amerikanische Country-Sängerin. Chely Wright hat mittlerweile acht Alben und eine EP veröffentlicht, daneben nutzt sie ihren musikalischen Erfolg für verschiedene wohltätige Zwecke.

## Biografie
Chely Wright wurde am 25. Oktober 1970 in Kansas City, Missouri geboren und verbrachte ihre Jugendzeit im kleinen Ort Wellsville, Kansas. Zwar verfügte ihre Familie über wenige finanzielle Mittel, es war aber die lange musikalische Tradition, die schon früh einen großen Einfluss auf Chely hatte. Mit vier Jahren begann sie im Kirchenchor zu singen, später war sie Mitglied in einigen Country-Musikgruppen. In ihrer Jugendzeit trat sie in vielen Honky-Tonks mit ihrer eigenen Band, Country-Line, auf.
Später bekam Wright einen Job bei der Country-Fernsehsendung Ozark Jubilee, danach arbeitete sie im Vergnügungspark Opryland in Nashville. Sie hatte damit den Sprung in die Country-Metropole geschafft und versuchte sich mit Gelegenheitsjobs über Wasser zu halten, um in Nashville ihre Karriere vorantreiben zu können. Im Mai 2010 sprach sie im amerikanischen Magazin People über ihre Homosexualität. Sie ist damit die erste größere Vertreterin der sonst eher konservativen Country-Szene, die offen homosexuell lebt. Seit August 2011 ist sie mit der LGBT-Aktivistin Lauren Blitzer verheiratet.
Der Dokumentarfilm Wish me Away über Wrights Coming Out wurde 2011 veröffentlicht. Titel des Films ist ebenfalls ein Titel auf Wrights Album Lifted Off the Ground aus dem Jahr 2010. Der Film wurde über drei Jahre gedreht und auf dem 35. Frameline Film Festival in San Francisco uraufgeführt. Seit Ende Mai 2012 ist der Film als DVD erhältlich.

## Musik

### Die ersten fünf Alben
Als Mitarbeiterin des Opryland traf sie schließlich den Produzenten Harold Shedd, bald darauf unterzeichnete sie einen Vertrag mit dessen Label Mercury Records. 1994 schließlich wurde ihr erstes Album Woman In The Moon veröffentlicht. Der große Erfolg blieb dem Album, wie auch seinem Nachfolger Right In The Middle Of It (1996) jedoch verwehrt, allerdings wurde sie mit einem ACM-Award als beste Sängerin des Jahres ausgezeichnet.
Mit dem dritten Album Let Me In, jetzt unter dem Label MCA, schaffte Wright schließlich den Durchbruch, vor allem der Song Shut Up And Drive war sehr beliebt.
Das nächste Album, Single White Female (1999) war noch erfolgreicher, die gleichnamige Single erreichte Platz 1 der Country Single Charts und konnte auch die Mainstream-Top 40 erreichen. Chely Wright etablierte ihre Position mit She Went Out For Cigarettes, welches ebenfalls in den Charts eine Platzierung fand.
2001 kam das Album Never Love You Enough auf den Markt, eigentlich geplant für den 11. September musste die Veröffentlichung wegen der Terroranschläge am 11. September 2001 um zehn Tage verschoben werden. Never Love You Enough konnte ebenfalls große Erfolge feiern (Album Top-10), konnte aber trotzdem nicht an Single White Female anknüpfen.

### Wechsel des Labels
Im Juni 2002 verließ Wright das MCA-Label und konnte im Januar 2004 einen Vertrag mit Vivaton abschließen. Sofort wurden die Arbeiten am nächsten Album The Metropolitan Hotel aufgenommen, auch ein Video für die Titel-Single The Back of the Bottom Drawer wurde gedreht. Das Album wurde jedoch nicht vom Label Vivation veröffentlicht und im Juni 2004 kündigte Wright das Ende der Zusammenarbeit an.

### Bumper of My S.U.V.
Noch immer ohne Label veröffentlichte Wright im Herbst 2004 einen Song namens Bumper of My S.U.V., welcher schnell zu einem markanten Eckpunkt ihrer Karriere avancierte. Das Lied, welches Wright selbst verfasst hat, gibt eine wahre Begebenheit wieder: Wright erhielt von ihrem Bruder, einem Mitglied des United States Marine Corps, einen Armeeaufkleber, den sie auf der Stoßstange ihres Wagens befestigte. Kurze Zeit später reagierte eine andere Autofahrerin mittels Zeigen des Mittelfingers auf diesen Aufkleber, was Wright zu dem Song inspirierte. So stellt Bumper of My S.U.V. Vorurteile in Frage, ist aber auch als mentale Unterstützung der Soldaten im Irak-Krieg gedacht. Eine Veröffentlichung war zuerst nicht geplant. Als das Stück jedoch in Militärkreisen, vor allem dem Armed Forces Radio and Television Service (AFRTS) großen Anklang fand, entschloss sich Wright trotzdem zu einer kommerziellen Veröffentlichung.
Zwischenzeitlich hatte sie einen Vertrag mit dem Label Dualtone unterschrieben.
Überschattet wurde der Erfolg des Liedes von einer Aktion ihres Fanclub-Präsidenten. Dieser gab sich, zusammen mit Freunden, als Familienangehöriger von Marines aus und wünschte bei verschiedensten Radio-Stationen Bumper of My S.U.V. um dessen Erfolg zu steigern. Bei Bekanntwerden dieses Skandals trennte sich Wright umgehend von ihm.

### Sechstes Album
Am 22. Februar 2005 erschien Wrights sechstes Album, The Metropolitan Hotel. Es beinhaltet neben zehn anderen Tracks, die ebenfalls größtenteils aus Wrights Feder stammen, die beiden Hits Bumper of my S.U.V. sowie Back of the Bottom Drawer. Musikalisch begibt sich Wright mit ihrem sechsten Werk zurück zu ihren Wurzeln, wendet sich von der Mainstream-Musik ab und produziert wieder echte Country-Musik.
Trotz der nahezu überall empfangenen guten Kritiken hatte das Album zu keinen großen Erfolg, was unter anderem auf das unbekannte Label, sowie die nicht immer Mainstream-konformen Songs zurückgeführt werden kann.

### Lifted Off the Ground
2008 wechselte Wright zum Label Vanguard Records. Sie veröffentlichte ihr siebtes Album Lifted Off the Ground im Mai 2010. Alle Titel des Albums, mit Ausnahme des Titels Heavenly Days, wurden von Wright selbst geschrieben und vom Grammy-Gewinner Rodney Crowell produziert. Als erste Single des Albums wurde Broken veröffentlicht. Anfang 2011 veröffentlichte Wright einen Dance Mix des Songs Damn Liar.

## Engagements neben der Musik
Neben ihrer musikalischen Karriere engagiert sich Wright stark in sozialen Fragen. Oft schon hatte sie in diversen Kriegs- und Krisengebieten wie dem Irak Konzerte gegeben, oft für Angehörige der US-Armee. Daneben gründete Wright die Hilfsorganisation Reading, Writing & Rhythm, welche den Musikunterricht in öffentlichen Schulen unterstützt.
Im Jahr 2000 agierte Wright als Model für das Internet-Mode- und Schönheitsportal fashionwindow.com, im Jahr 2001 bekam sie eine Rolle im Kinofilm Max Keebles großer Plan (Max Keeble’s Big Move).
2002 wurde Wright zudem auf Platz 94 der Sexiest Women Hitlist der Männerzeitschrift FHM gewählt, in diesem Zeitraum entstanden auch in der Zeitschrift publizierte Aufnahmen der Sängerin.

## Diskografie

### Studioalben
| Jahr | Titel                     | Höchstplatzierung, Gesamtwochen, AuszeichnungChartplatzierungen (Jahr, Titel, Platzierungen, Wochen, Auszeichnungen, Anmerkungen) | Höchstplatzierung, Gesamtwochen, AuszeichnungChartplatzierungen (Jahr, Titel, Platzierungen, Wochen, Auszeichnungen, Anmerkungen) | Anmerkungen                              |
| Jahr | Titel                     | US | Country | Anmerkungen                              |
| ---- | ------------------------- | --- | --- | ---------------------------------------- |
| 1994 | Woman in the Moon         | — | — | Erstveröffentlichung: 9. August 1994     |
| 1996 | Right in the Middle of It | — | — | Erstveröffentlichung: 9. Januar 1996     |
| 1997 | Let Me In                 | US171 (7 Wo.)US | Country25 (44 Wo.)Country | Erstveröffentlichung: 9. September 1997  |
| 1999 | Single White Female       | US124 Gold · (5 Wo.)US | Country15 (69 Wo.)Country | Erstveröffentlichung: 18. Mai 1999       |
| 2001 | Never Love You Enough     | US62 (3 Wo.)US | Country4 (38 Wo.)Country | Erstveröffentlichung: 25. September 2001 |
| 2005 | The Metropolitan Hotel    | US96 (2 Wo.)US | Country18 (10 Wo.)Country | Erstveröffentlichung: 22. Februar 2005   |
| 2010 | Lifted Off the Ground     | US200 (1 Wo.)US | Country32 (13 Wo.)Country | Erstveröffentlichung: 4. Mai 2010        |
| 2016 | I Am the Rain             | US181 (1 Wo.)US | Country13 (1 Wo.)Country | Erstveröffentlichung: 9. September 2016  |

### Kompilationen
- 2003: 20th Century Masters – The Millennium Collection
- 2007: The Definitive Collection
- 2008: The Ultimate Collection

### EPs
- 2004: Everything
- 2008: Chely Wright Live
- 2011: Damn Liar – The Dance Remix
- 2018: Santa Will Find You
- 2019: Revival

### Singles
| Jahr | Titel Album                                                   | Höchstplatzierung, Gesamtwochen, AuszeichnungChartplatzierungen (Jahr, Titel, Album, Platzierungen, Wochen, Auszeichnungen, Anmerkungen) | Höchstplatzierung, Gesamtwochen, AuszeichnungChartplatzierungen (Jahr, Titel, Album, Platzierungen, Wochen, Auszeichnungen, Anmerkungen) | Anmerkungen                                  |
| Jahr | Titel Album                                                   | US | Country | Anmerkungen                                  |
| --- | ------------------------------------------------------------- | --- | --- | -------------------------------------------- |
| 1994 | He’s a Good Ole Boy Woman in the Moon                         | — | Country58 (10 Wo.)Country | Erstveröffentlichung: Juli 1994              |
| 1994 | Till I Was Loved By You Woman in the Moon                     | — | Country48 (14 Wo.)Country | Erstveröffentlichung: 3. Oktober 1994        |
| 1995 | Sea of Cowboy Hats Woman in the Moon                          | — | Country56 (8 Wo.)Country | Erstveröffentlichung: 23. Januar 1995        |
| 1995 | Listening to the Radio Right in the Middle of It              | — | Country66 (7 Wo.)Country | Erstveröffentlichung: 6. Oktober 1995        |
| 1996 | The Love That We Lost Right in the Middle of It               | — | Country41 (15 Wo.)Country | Erstveröffentlichung: 19. Januar 1996        |
| 1997 | Shut Up and Drive Let Me In                                   | — | Country14 (20 Wo.)Country | Erstveröffentlichung: 14. Juli 1997          |
| 1997 | Just Another Heartache Let Me In                              | — | Country39 (15 Wo.)Country | Erstveröffentlichung: 17. November 1997      |
| 1998 | I Already Do Let Me In                                        | — | Country36 (20 Wo.)Country | Erstveröffentlichung: 16. März 1998          |
| 1999 | Single White Female                                           | US36 (20 Wo.)US | Country1 (31 Wo.)Country | Erstveröffentlichung: 22. März 1999          |
| 1999 | It Was Single White Female                                    | US64 (10 Wo.)US | Country11 (30 Wo.)Country | Erstveröffentlichung: 4. Oktober 1999        |
| 2000 | She Went Out for Cigarettes Single White Female               | — | Country49 (8 Wo.)Country | Erstveröffentlichung: 30. Mai 2000           |
| 2001 | Never Love You Enough                                         | — | Country26 (20 Wo.)Country | Erstveröffentlichung: 21. Mai 2001           |
| 2001 | Jezebel Never Love You Enough                                 | — | Country23 (20 Wo.)Country | Erstveröffentlichung: 3. Dezember 2001       |
| 2003 | Scary Old World Another Way to Go                             | — | Country52 (9 Wo.)Country | Erstveröffentlichung: 2003 mit Radney Foster |
| 2004 | Back of the Bottom Drawer Everything / The Metropolitan Hotel | — | Country40 (15 Wo.)Country | Erstveröffentlichung: 15. März 2004          |
| 2004 | The Bumper of My SUV The Metropolitan Hotel                   | — | Country35 (19 Wo.)Country | Erstveröffentlichung: 8. November 2004       |
| Folgende Lieder erschienen nicht als Single, wurden aber durch das Album zum Download und Streaming bereitgestellt und konnten somit eine Platzierung erlangen: |                                                               | | |                                              |
| |                                                               | | |                                              |
| 2000 | Hard to Be a Husband, Hard to Be a Wife –                     | — | Country68 (2 Wo.)Country | mit Brad Paisley                             |

Weitere Singles
- 1996: The Love He Left Behind
- 2005: C’est La Vie (You Never Can Tell)
- 2010: Broken
- 2011: Damn Liar
- 2016: What About Your Heart